# Tekst źródłowy
Tekst źródłowy – tekst (czasami ustny), z którego pochodzą informacje lub idee. W tłumaczeniu tekst źródłowy jest oryginalnym tekstem, który ma zostać przetłumaczony na inny język.

## Rodzaje tekstów źródłowych
W historiografii powszechnie rozróżnia się trzy rodzaje tekstów źródłowych:

### Pierwotne (historyczne)
Źródła pierwotne to pisemne świadectwa historii sporządzone w momencie zdarzenia przez osobę, która była obecna. Zostały one opisane jako źródła najbliższe źródłu badanej informacji lub idei. Tego typu źródła mówiły, że dostarczają badaczom „bezpośrednich, niezapośredniczonych informacji na temat przedmiotu badań.” Źródła pierwotne to źródła, które zazwyczaj są rejestrowane przez kogoś, kto brał udział w tym wydarzeniu, był świadkiem lub przeżył. Są to również zwykle autorytatywne i podstawowe dokumenty dotyczące rozważanego tematu. Dotyczy to opublikowanych oryginalnych kont, opublikowanych oryginalnych prac lub opublikowanych oryginalnych badań. Mogą zawierać oryginalne badania lub nowe informacje, które wcześniej nie zostały opublikowane w innym miejscu . Zostały one odróżnione od źródeł wtórnych, które często cytują, komentują lub bazują na źródłach podstawowych. Służą jako oryginalne źródło informacji lub nowych pomysłów na ten temat. Pierwotne i wtórne są jednak terminami względnymi, a każde dane źródło może być sklasyfikowane jako pierwotne lub wtórne, w zależności od tego, w jaki sposób jest ono wykorzystywane.  Obiekty fizyczne mogą być źródłami pierwotnymi.

### Wtórne i trzeciorzędne
Źródła wtórne są zapisanymi relacjami historii opartymi na dowodach z pierwotnych źródeł. Są to źródła, które zazwyczaj są kontami, pracami lub badaniami, które analizują, asymilują, oceniają, interpretują i / lub syntetyzują główne źródła. Nie są to autorytatywne i uzupełniające dokumenty dotyczące przedmiotu badania. Te dokumenty lub osoby podsumowują inne materiały, zwykle pierwotny materiał źródłowy. Są naukowcami, dziennikarzami i innymi badaczami, a także publikacjami i książkami, które produkują. Dotyczy to opublikowanych kont, opublikowanych prac lub opublikowanych badań. Na przykład książka historyczna czerpiąca z pamiętnika i dzienników.
Źródła trzeciorzędne to kompilacje oparte na źródłach pierwotnych i wtórnych. Są to źródła, które średnio nie mieszczą się na powyższych dwóch poziomach. Polegają one na uogólnionych badaniach konkretnego rozważanego tematu. Źródła trzeciorzędne są analizowane, asymilowane, oceniane, interpretowane i / lub syntezowane ze źródeł wtórnych. Nie są one autorytatywne i są jedynie dokumentami uzupełniającymi dotyczącymi rozważanego tematu. Są one często przeznaczone do prezentowania znanych informacji w wygodnej formie bez roszczeń do oryginalności. Typowymi przykładami są encyklopedie i podręczniki.
Rozróżnienie między źródłami pierwotnymi a źródłami wtórnymi jest standardem w historiografii, natomiast rozróżnienie między tymi źródłami a źródłami trzeciorzędnymi jest bardziej peryferyjne i jest bardziej istotne dla pracy naukowej niż dla samej opublikowanej treści.